# Defeito intersticial
Defeito intersticial refere-se a uma variedade de defeitos cristalográfico, i.e., átomos que ocupam um sítio (local) na estrutura cristalina em que geralmente não há um átomo, ou dois ou mais átomos compartilhando um ou mais locais de rede tal que o número de átomos é maior que o número de locais de rede. Geralmente tais defeitos tem altas energias de configuração. Pequenos átomos em alguns cristais podem ocupar sítios intersticiais em configuração favorável, tal como o hidrogênio no paládio.
Defeitos intersticiais podem ser produzidos por exemplo por irradiação de partículas acima da energia de deslocamento limite, mas também pode ocorrer em pequenas concentrações em equilíbrio termodinâmico.

## Auto-intersticiais
Defeitos auto-intersticiais são defeitos intersticiais os quais contém somente átomos os quais são os mesmos presentes no retículo.

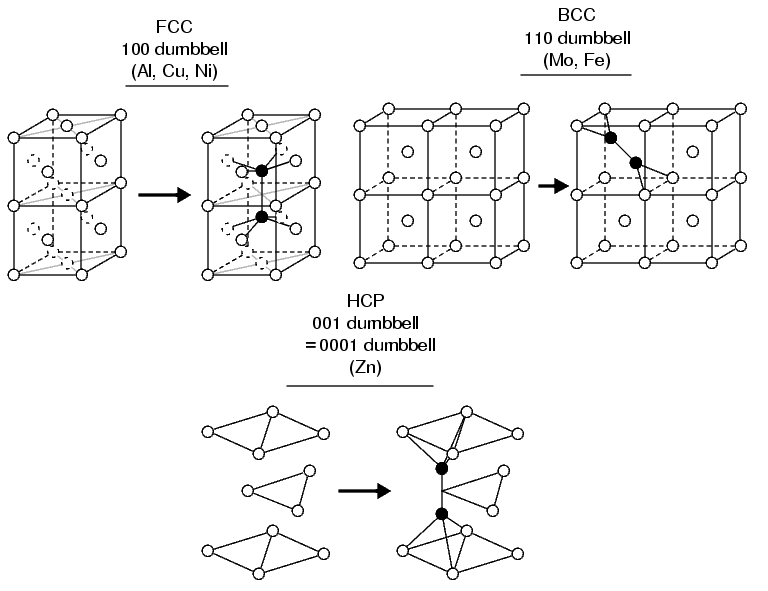
Estrutura de auto-intersticiais em alguns metais comuns. O lado esquerdo de cada tipo de cristal mostra o cristal perfeito e o lado direito mostra o mesmo com um defeito.

A estrutura de defeitos auto-intersticiais tem sido experimentalmente determinada em alguns metais e semicondutores.
Contrariamente ao que pode-se intuitivamente esperar, a maioria dos auto-intersticiais em metais com uma estrutura bem conhecida tem uma estrutura 'dividida' (split), na qual dois átomos dividem o mesmo sítio do retículo. Tipicamente o centro de massa de dois átomos está no sítio do retículo, e eles estão dispostos simetricamente ao longo da direção de retículo principal. Por exemplo, em diversos átomos comuns de arranjo CFC tais como o cobre, níquel e platina, o estado fundamental da estrutura do auto-intersticial é a estrutura intersticial split [100], onde dois átomos são dispostos em uma direção [100] positiva e negativa do sítio do retículo. Em ferro de arranjo CCC o estado fundamental da estrutura do auto-intersticial é similarmente uma intersticial split [110].
Curiosamente, estas divididas intersticiais são frequentemente chamadas interstícios "halteres", porque traçando os dois átomos que formam o intersticial como duas grandes esferas, e uma linha grossa unindo-as faz com que a estrutura se assemelhe a um halter, dispositivo de levantamento de pesos.
Em outros metais CCC que o ferro, acredita-se que o estado fundamental da estrutura seja a [111] crowdion (de crowd, em inglês: multidão, grupo, aglomerado) intersticial (embora a questão ainda não esteja bem estabelecida), que pode ser entendido como uma cadeia longa (tipicamente algo como 10-20) de átomos ao longo da direção de retículo [111], comprimida em comparação com a rede perfeita tal que a cadeia contém um átomo extra.

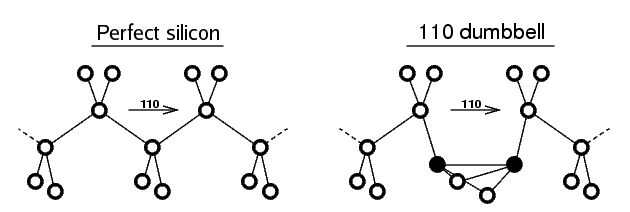
Estrutura de halter auto-intersticial em silício. Note-se que a estrutura do intersticial em silício pode depender do estado de carga e nível de dopagem do material.